# Douglas William Jerrold
Douglas William Jerrold (Londra, 3 gennaio 1803 – Londra, 8 giugno 1857) è stato uno scrittore britannico.
Soldato della marina militare britannica dal 1813 al 1815, non partecipò alle guerre napoleoniche, ma ebbe l'occasione di visitare i reduci feriti della battaglia di Waterloo.
Tornato in patria, trovò lavoro come tipografo; nel 1821 venne messa in scena la sua commedia Più spaventato che ferito, che riscosse una tiepida accoglienza.
La notorietà gli venne invece dalla Susanna dagli occhi neri che fece rappresentare nel 1829; basata su una ballata di John Gay, fu il suo più grande successo.
Nel 1836 assunse la direzione dello Strand Theatre: in qualità di regista, attore principale e drammaturgo vi mise in scena il suo tragico Pittore di Gand.
Nel 1838 pubblicò una raccolta di articoli giornalistici dal titolo Uomini di carattere che gli valse, nel 1841, l'assunzione al Punch.
Tra le altre commedie di successo scrisse in seguito Il prigioniero di guerra (1842), Richieste di lavori a tempo determinato (1845) e Zampa di gatto (1850). Lo stile alterna momenti di scioglimento a complicati inganni ed equivoci scenici che contribuiscono a gabbare le macchiette di turno (particolarmente celebre è il dottor Petgoose dell’Artiglio di gatto).
Nel 1852 divenne redattore del Lloyd's Weekly newspaper.